# Serafino Campi
Serafino Campi (Faenza, 6 febbraio 1905 – Forlì, 15 novembre 1992) è stato un pittore, grafico e pubblicitario italiano.

## Biografia
Nasce nel 1905 a Faenza, la stessa città dove compie la sua formazione giovanile che avrà come risultato una grande padronanza grafica. Come grafico collabora ripetutamente alla pubblicazione di riviste e studi locali; negli anni giovanili esegue tavole e disegni di maioliche per la rivista «Faenza», per gli studi di Gaetano Ballardini (note di critica ceramica) e di G. Liverani (note su ceramiche in un quadro faentino, 1925). Allievo di Francesco Nonni, nel 1924 realizza sei tavole per rivista «Xilografia» fondata e diretta dal suo maestro. Inoltre dal 1922 al 1926 collabora alla rivista «La Piê» di Aldo Spallicci. Sempre nel 1926 ottiene il suo primo riconoscimento: vince il concorso della città di Modigliana per il manifesto da realizzare in occasione delle onoranze del pittore modiglianese Silvestro Lega.

Dal 1927 al 1931 collabora alla rivista «Valdilamone» con xilografie e realizzazioni di copertine, esegue inoltre le copertine di importanti studi quali Rime e Prose, di Napoleone Alberghi e La Grotta del Re Tiberio, Giuseppe Sarti Musicista Faentino del’700, Le Ore del Mio Pensiero di Piero Zama.
Studia all'Accademia delle Belle Arti di Bologna dove si diploma nel 1930; nello stesso periodo avverte anche la forte influenza di Giovanni Romagnoli. I suoi dipinti, caratterizzati da una notevole sensibilità cromatica, incontrano i consensi della critica, che gli attribuisce il Premio Moj per il paesaggio. Dal 1932 al 1940 collabora con l’Ente Settimana Faentina, per la realizzazione dei manifesti, inoltre nel 1937 vince il concorso per il manifesto della Settimana Cesenate, nel 1938 quello del manifesto della mostra intersindacale d’Arte di Ravenna e dell’Ente per il Turismo di Forlì, per la progettazione di un opuscolo pubblicitario sulla regione.
I suoi diversi interessi lo porteranno anche ad occuparsi di disegni di mobili, i quali, nel 1934 verranno eseguiti per l’ebanisteria Zoli.
La sua prima mostra personale, in campo pittorico, fu aperta nel 1930 dalla quale ricevette abbastanza fama da ricevere incarichi ufficiali quali eseguire ritratti di personalità faentine influenti del periodo come il podestà Alpi e il Mons. Lanzoni, inoltre nel 1937, conseguì al primo premio ex aequo al concorso di pittura “La Fucina”.
Nel 1944 si trasferisce a Milano dove ottiene la sua massima fama. Continua a dedicarsi con successo alla grafica pubblicitaria, gestisce uno studio proprio, insegna composizione grafica alla Scuola di Pubblicità per artisti e grafici e partecipa a mostre famosissime del settore quali quella della Permanente di Milano del 1956 e della Galleria d’Arte Moderna di Milano del 1957. Dopo il 1960 i suoi interessi si rivolgono nuovamente alla pittura, prediligendo i generi del paesaggio, della natura morta, dei nudi e dei ritratti, continuò a rimanere propenso a questo tipo di arte fino alla sua morte che avvenne nel 1992 nella città di Forlì.

## Giudizio critico
Il merito di Campi, erede della tradizione pittorica e grafica della scuola faentina del primo Novecento, è soprattutto quello di avere introdotto un fare pittorico raffinato e una sensibilità per la forma anche nel nuovo genere della grafica pubblicitaria; sempre aggiornato alle tendenze artistiche dell’anteguerra e del dopoguerra si è distinto per la sua fine ironia dell’immagine nell’attualità del messaggio pubblicitario, lavorando per conto di ditte famose ed illustrando prodotti di qualità del mercato nazionale ed europeo.

## Opere
- Paesaggio, olio su carta, Pinacoteca comunale, Faenza (1925)[3]
- Ritratto del fratello Mario, disegno a matita, Faenza (1925)
- Melagrane, olio su legno, Faenza (1929)
- nudo, olio su tela, Faenza (1935)
- La Fucina, olio su tela, Faenza (1930)
- Il podestà Enrico Alpi, olio su tela, Ospedale per gli Infermi(1930), Faenza
- Ritratto della contessa Maria Ballardini, olio su tela (1934), Faenza
- La piazza di Faenza, olio su tela, Monte di Credito su Pegno e Cassa di Risparmio, Faenza
- Lo stradone sotto la neve, olio su legno, Cassa Rurale e Artigiana (1932), Faenza
- Il parco della Montagnola, olio su tela, Accademia delle Belle Arti, 1929), Bologna
- Raccolta Salce: diversi manifesti, Treviso